# Jeroen Kant
Jeroen Kant is een Nederlandse singer-songwriter c.q. muzikant; hij studeerde aan Codarts te Rotterdam.
In zijn bio omschrijft Jeroen zich als een eigenzinnige en grillige zanger/gitarist/liedjessmid. Hij volgt altijd zijn muzikale hart en zelden is dat de weg van de minste weerstand. Als hij te veel op zijn gemak is geraakt, zoekt hij door naar groei. Dat heeft hem inmiddels een aardig rijtje bijzondere albums vol Nederlandstalige liedjes opgeleverd. Een oeuvre dat zich uitstrekt van intieme kleinkunst-pareltjes tot aan stomende bluesgrooves. Steeds zonder de inhoud uit het oog te verliezen. Zijn sound is rauw en organisch, authentiek, uitgesproken en eigen.
In 2011 deed Jeroen Kant mee aan De Grote prijs van Nederland, in 2013 aan De Beste Singer-songwriter Van Nederland (programma met Chiel Beelen). Hij speelde theater- en clubtours en festivals als Zwarte Cross, Mañana Mañana en Into The Great Wide Open. Verder speelde hij vier jaar op rij met veel succes eenmansvoorstellingen op het elfdaagse Theaterfestival Boulevard in Den Bosch. Trad hij op met Gerard van Maasakkers en JW Roy en stond in het voorprogramma van artiesten als Henny Vrienten, Gorki, De Dijk, Ben Caplan, Ian Siegal en Laurence Jones en in het naprogramma van Bob Dylan.

## Prijzen
Jeroen Kant is winnaar van de Vlaamse Nekka-prijs 2015/2016 én winnaar van de publieksprijs van De Grote Prijs Van Nederland 2011.

## Albums/ singles
De (mede) door Jeroen Kant uitgebrachte albums.
| Naam van album/ single              | Naam artiest(en)                               | Jaar van uitgave |
| ----------------------------------- | ---------------------------------------------- | ---------------- |
| De eeuwige twijfel (single Spotify) | Jeroen Kant                                    | 2023             |
| Ruisblad (single Spotify)           | Jeroen Kant                                    | 2023             |
| Water (album)                       | Jeroen Kant                                    | 2021             |
| Diesel (EP)                         | Jeroen Kant                                    | 2020             |
| Uitleg in kleur (album)             | Sheewawah (met Judith Renkema & Gino Bombrini) | 2017             |
| Engelengeduld (single)              | Jeroen Kant                                    | 2016             |
| Nooit Genoeg (album)                | Jeroen Kant                                    | 2015             |
| De Lafaard Kapitein (album)         | Jeroen Kant                                    | 2013             |
| Goud of op je bek gaan (album)      | Jeroen Kant & Ratten in de schuur              | 2011             |
| Het komt wel goed (album)           | Jeroen Kant                                    | 2009             |

## In de media
- Jeroen Kant en de energiecrises  15 dec. 2022, Website AD
- Muzikant Jeroen Kant maakt album vol emoties op zijn boot in de Biesbosch 28-11-2021, Eindhovens Dagblad
- Jeroen Kant wint Nekka-prijs in Antwerpen België 9 febr. 2016, Utop Music
- Jeroen Kant met het lied 'Halleluja' in 2013, De Beste Singer-songwriters van Nederland